# 추가열
추가열(본명: 추은열, 1968년 12월 14일 ~ )은 대한민국의 싱어송라이터, 프로듀서이다.

## 생애
경상남도 거제시에서 출생하였으며 1976년에서부터 1981년까지는 전라남도 순천에서 잠시 유년기를 보낸 적이 있다. 1987년 2월 당시에 의정부고등학교를 졸업하였다. 고등학교 3학년 여름 방학 시절이던 1986년 7월 당시 언더그라운드 라이브 클럽에서 통기타 포크 팝 가수로 첫 데뷔하였고 군 시절에는 대한민국 해군 수병(1988년~1991년)으로 복무하였다. 1995년에서부터 이듬해 1996년까지는 추은열 본명으로 두 장의 음반을 발표하였으며 이후 2002년 8월 자작곡인 포크 팝 노래 《나 같은 건 없는 건가요》로 정식 데뷔했다. SM엔터테인먼트 소속에 이어 현재 소속사는 에이치케이엔터프로이다. 
SM 내에 유일한 포크 팝 가수였으며, 언더그라운드 포크 록 음악 클럽에서도 윤태규, 이승훈 등과 함께 가수 활동한 추가열은 15년간의 무명 가수 생활 끝에 최백호, 김창완, 김광진, 이승환, 유열, 조관우, 김종환, 나들, 한동준, 윤상, 박학기, 고한우, 김수철, 김장수, 이문세, 구준엽, 이선희, 김범룡, 박강성, 김창기, 박상민, 김정민 등 수수 음악가들의 각각 간접 연줄을 비롯한 간접 인연을 통하여 2001년 이수만 회장에게 통기타 옴니버스 음반을 제안하러 갔다가 발탁돼 SM 엔터테인먼트 소속 가수가 됐다. 본명 추은열이 아닌 추가열 예명으로 지은 것도 사실 이수만 SM 회장의 아이디어 때문이라고 했다. 
SM과 계약을 한 뒤 《나 같은 건 없는 건가요》로 중장년층 사이에 인기를 얻는다. 이후 강타와 함께 《강타 2집》에 수록된 《고백》을 불렀다. 또 2007년 슈퍼주니어의 유닛인 슈퍼주니어 T가 발표한 싱글 앨범 《로꾸거》에 수록된 지난 2002년 원곡 추가열 노래 《나 같은 건 없는 건가요》를 슈퍼주니어 T가 리메이크해서 부르기도 했다.

## 학력
- 오천초등학교(前) → 낙안초등학교 졸업
- 보령중학교 졸업
- 의정부고등학교 졸업

## 가수 활동
- 2020년 《5호선 여인》
- 2016년 《호강》
- 2014년 《소풍같은 인생》
- 2012년 《에델바이스》
- 2011년 《희망》
- 2009년 《행복해요》, 《사랑하고 싶어요》 (With 현숙)
- 2008년 《하늘 눈물》
- 2007년 《할말이 너무 많아요》
- 2004년 《애모》
- 2002년 《나 같은건 없는 건가요》

### 작사가 / 작곡가
- 금잔디 - 일편단심 (2009년), 권태기 (2009년), 오라버니 (2012년), 왕자님 (2017년), 사랑 하니까 (2017년), 사랑 탑 (2019년)
- 현숙 - 사랑하고 있어요 (2009년)
- 마이진 - 사모애 (2019년)
- 김연자 - 밤열차 (2018년)
- 조항조 - 때 (2018년)
- 김양 - 연분 (2017년)
- 지원이 - 이제서야 (2013년), 사랑 누리 (2018년)
- 요요미 - 꿈길 (2019년)
- 류지광 - 5호선 여인 (2020년)
- 최서희 - 치맛자락 (2015년)
- 정일송 - 일편단심 사랑 사랑일세 (2017년)
- 진미령 - 당신을 사랑해요 (2018년)
- 박윤경 - 1.2.3.4 (2008년)
- 홍자 - 저예요 (2021년)
- 정해진 - 심지곧은 사람, 우리 두리 (2018년)

## 수상 내역
- 2008년 제16회 대한민국 문화연예대상 가요부문 포크가수상

## 같이 보기
- 에이치케이엔터프로
- 한국음악저작권협회이사